# Bertha van Zwaben

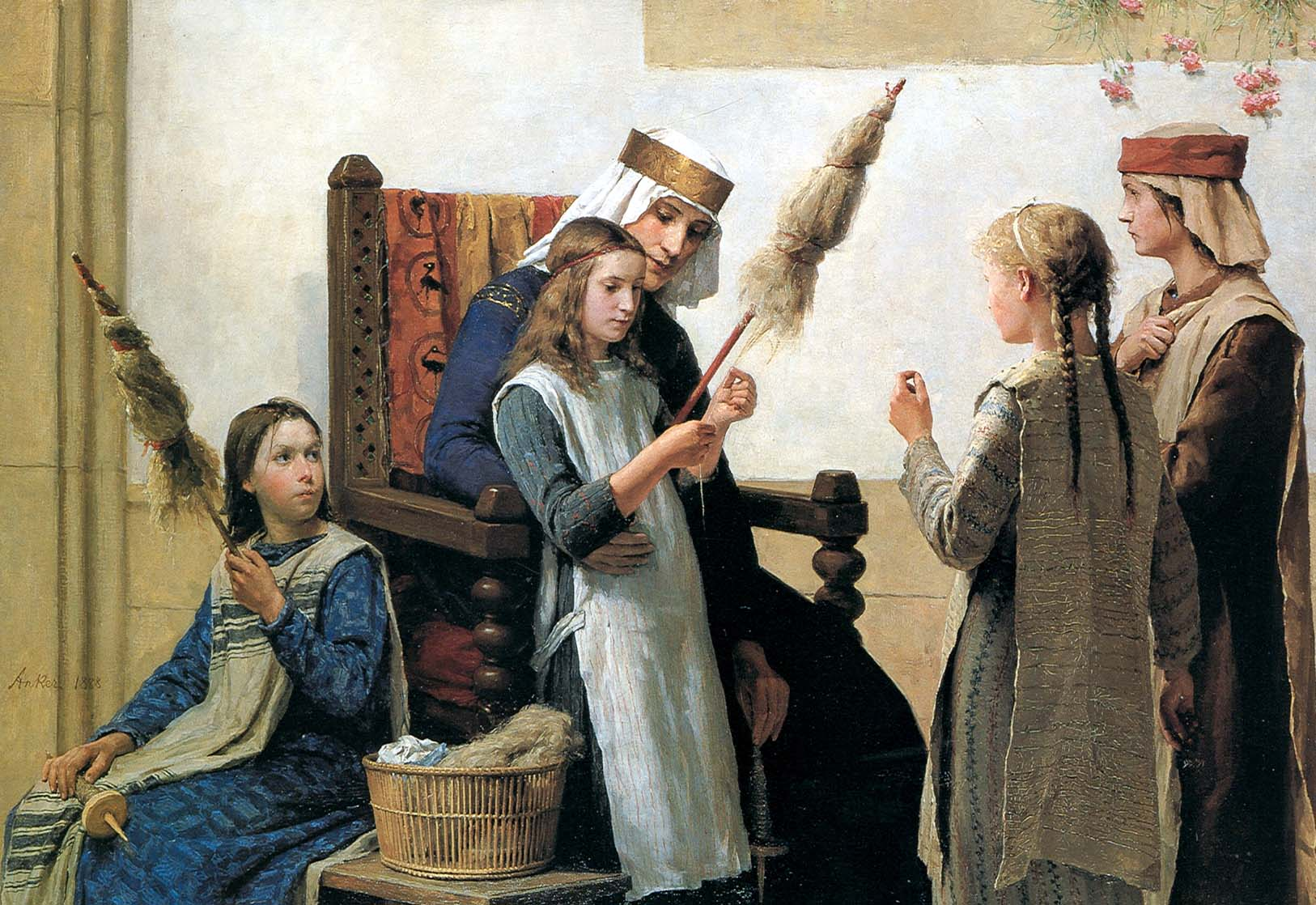
Bertha van Zwaben, door Albert Anker, 1888

Bertha van Zwaben (ca. 907 - na 2 januari 966) was koningin van Bourgondië. Ze was de dochter van Burchard II van Zwaben en zijn vrouw Regelinda.
In 922 trouwde zij met Rudolf II van Bourgondië. Adelheid van Italië was hun gemeenschappelijke dochter. Hun zoon, Koenraad volgde Rudolf II als koning van Bourgondië op. Na de dood van Rudolf in 937 trouwde Bertha op 12 december 937 met Hugo van Italië. Hugo stierf in 948, waarna Bertha de rest van haar leven weer noordelijk van de Alpen doorbracht. Bertha kreeg in 953 de abdij Erstein van Otto I (ze werd in dat jaar zijn schoonmoeder). Zij deed schenkingen aan het St Ursus stift in Solothurn. In 962 stichtte ze het Mariaklooster van Payerne (gemeente). Op aandringen van haar dochter Adelheid is ze daar begraven.
Bertha en Rudolf kregen de volgende kinderen:
- vermoedelijk een dochter Judith die in 929 wordt vermeld
- Koenraad
- Burchard (- 23 juni 957/959), voor 949 gekozen tot aartsbisschop van Lyon
- Adelheid, eerst gehuwd met Lotharius II van Italië en vervolgens met keizer Otto I.
- Rudolf, overleden na 862

Bertha en Hugo kregen geen kinderen.